# Sanjacado de Alejandreta

Mapa que muestra los estados de la ocupación francesa (mandato) de 1921 a 1922.

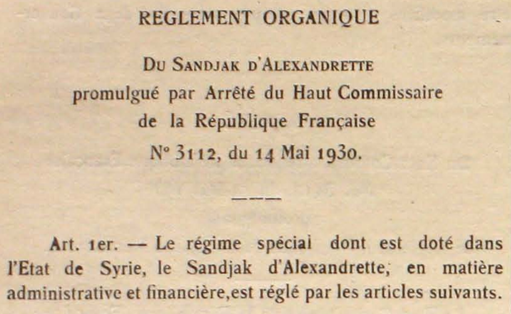
Reglément Organique del sanjacado de Alejandreta, dentro del Estado de Siria, 14 de mayo de 1930.

El Sanjacado de Alejandreta (en árabe: لواء الإسكندرونة‎, romanizado: Liwa' Al-Iskandarūna; en turco: İskenderun Sancağı; en francés: Sandjak d'Alexandrette) fue un sanjacado del Mandato de Siria compuesto por dos qadaas del antiguo valiato de Alepo (Alejandreta y Antioquía, actuales İskenderun y Antakya, respectivamente). Se convirtió en autónomo en virtud del artículo 7 del Tratado de Ankara de 1921: "Se establecerá un régimen administrativo especial para el distrito de Alejandreta. Los habitantes turcos de este distrito gozarán de facilidades para su desarrollo cultural. El idioma turco tendrá reconocimiento oficial".
En 1923, Alejandreta se adjuntó al Estado de Alepo, y en 1925, se adjuntó al Estado de Siria, con una especie de estado administrativo federal denominado régime spécial.
Las elecciones de 1936 en el sanjacado arrojaron dos diputados a favor de la independencia de Siria de Francia, y esto provocó disturbios comunales, así como artículos apasionados en la prensa turca y siria. El sanjacado recibió autonomía en noviembre de 1937 en un acuerdo negociado por la Liga. Bajo su nuevo estatuto, el sanjacado se convirtió en 'distinto pero no separado' del mandato francés de Siria a nivel diplomático, vinculado tanto a Francia como a Turquía en asuntos de defensa.

## Población
La provincia tenía una pluralidad étnica de turcos y árabes, incluyendo también varias minorías.
| Población del estado de Hatay en 1936 según el censo francés |            |      |
| Grupo étnico                                                 | habitantes | %    |
| Alauitas                                                     | 61 600     | 28%  |
| Árabes sunitas                                               | 22 000     | 10%  |
| Turcos                                                       | 85 800     | 39%  |
| Armenios                                                     | 24 200     | 11%  |
| Melquitas, griegos y otros cristianos                        | 17 600     | 8%   |
| Circasianos, judíos, kurdos                                  | 8800       | 4%   |
| Total                                                        | 220 000    | 100% |

A pesar de la pluralidad, los turcos estaban sobrerrepresentados en la asamblea de la provincia, constituyendo más de la mitad de ella. Las minorías prestaron juramento en turco cuando fueron nombrados diputados.

## Registro de votantes y elecciones de 1938

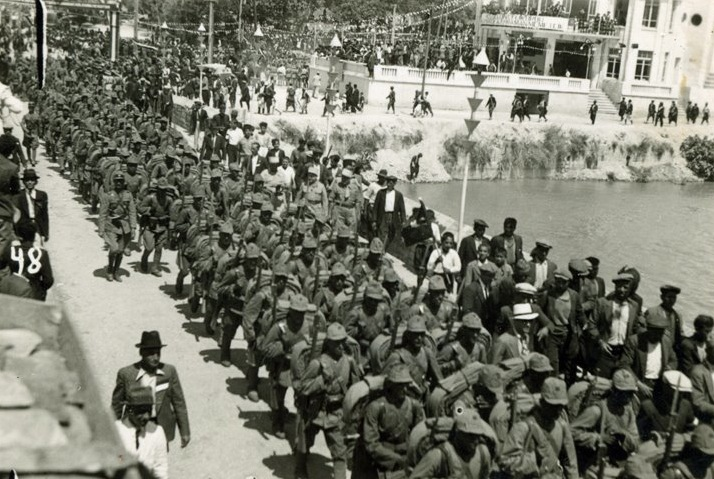
Las fuerzas turcas al mando del coronel Şükrü Kanatlı entraron en İskenderun el 5 de julio de 1938.

La asignación de escaños en la asamblea del sanjacado se basó en el censo de 1938 realizado por las autoridades francesas bajo supervisión internacional: de 40 escaños, 22 se otorgaron a los turcos, nueve a los alauitas, cinco a los armenios, dos a los árabes sunitas y dos para los griegos de Antioquia. Sobre la base del acuerdo del 29 de mayo de 1937 y las firmas del 3 de julio de 1938, Francia y Turquía codefenderían Hatay con 2500 soldados para cada uno. Según este acuerdo, el ejército turco ha enviado fuerzas de intervención desde Payas y Hassa. El 5 de julio, las fuerzas turcas entraron en İskenderun. Turquía también transportó en camiones a personas nacidas en Hatay a sanjacado de İskenderun para usar los derechos para registrarse como ciudadanos y votar.
Según los números de registro oficiales al 22 de julio de 1938, se registraron 57.008 votantes en Sanjak, pertenecientes a los siguientes grupos étnicos.
- Turcos: 35.847
- Alauitas: 11.319
- Armenios: 5.504
- Ortodoxos griegos: 2.098
- Árabes (musulmanes sunitas): 1.845
- Otros: 359

40 escaños de la asamblea del sanjacado por qadaa se distribuyeron de la siguiente manera:
- Antakya: 14 turcos, 7 alauitas, 2 armenios, 2 árabes sunitas, 1 ortodoxo griego
- İskenderun: 3 turcos, 2 alauitas, 1 armenio, 1 ortodoxo griego
- Kırıkhan: 5 turcos, 2 armenios
- Total: 22 turcos, 9 alauitas, 5 armenios, 2 árabes sunitas, 2 ortodoxos griegos

A pesar del registro de votantes, no se celebraron elecciones y las autoridades turcas y francesas encargaron una asamblea aprobada por Hatay. Tayfur Sökmen, quien fue designado por Atatürk para liderar la transición, llegó a Antakya procedente de Dörtyol el 25 de agosto de 1938.

## Estado de Hatay

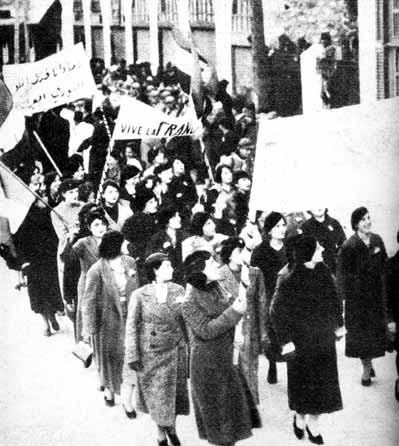
Protestas en Damasco de mujeres manifestantes contra la anexión de Turquía del Sanjacado de Alejandreta en 1939. Uno de los carteles dice: "Nuestra sangre se sacrifica por el sanjacado árabe sirio".

El 2 de septiembre de 1938, la asamblea proclamó el sanjacado de Alejandreta como el Estado de Hatay. El Estado duró un año bajo la supervisión militar conjunta de Francia y Turquía. El propio nombre Hatay fue propuesto por Atatürk y el gobierno estaba bajo control turco. El presidente Tayfur Sökmen fue miembro del parlamento turco elegido en 1935 (en representación de la provincia de Antalya) y el primer ministro Dr. Abdurrahman Melek, también fue elegido para el parlamento turco (en representación de la provincia de Gaziantep) en 1939 mientras aún ocupaba el cargo de primer ministro. El 29 de junio de 1939, tras un referéndum, la legislatura de Hatay votó a favor de disolver el estado de Hatay y unirse a Turquía. El estado de Hatay se convirtió en la provincia de Hatay de Turquía en 1939.